# 桑福德 (佛罗里达州)
桑福德（英語：Sanford）位于美国佛罗里达州中部，是塞米诺尔县的县治。
根据2000年美国人口普查，桑福德共有38,291人，其中白人占59.73%、非裔美国人占32.14%、亚裔美国人占1.05%。